# Torre Moresca
Torre Moresca è una torre costiera del Lazio, situata sul promontorio del Circeo in provincia di Latina, in comune di San Felice Circeo.
La torre venne realizzata a seguito del Breve di papa Pio IV nel 1562 che obbliga il feudatario di San Felice Circeo e Sermoneta ad erigere quattro torri sul promontorio del Circeo: Torre Paola, Torre del Fico, Torre Cervia e appunto Torre Moresca. Nel 1593 la guarnigione della torre venne incolpata dalle autorità pontificie di connivenza con i briganti che sovente infestavano la zona. Ad ogni modo, il complesso venne definitivamente abbandonato nel 1809, e venne raso al suolo dai bombardamenti navali della flotta britannica. Oggi ne resta solo il basamento.